# Harry Tanfield
Harry Tanfield, né le 17 novembre 1994 à Great Ayton (Angleterre), est un coureur cycliste britannique. Son frère cadet Charlie est également coureur cycliste.

## Biographie
Sélectionné pour représenter son pays aux championnats d'Europe sur route en 2018, il se classe seizième de l'épreuve contre-la-montre.
Fin juillet 2019, il est présélectionné pour représenter son pays aux championnats d'Europe de cyclisme sur route.

## Palmarès sur route

### Par années
- 2015
  - 3e de l'East Midlands International Cicle Classic
- 2016
  - David Campbell Memorial
  - Pontefract Grand Prix
  - Chepstow Grand Prix
  - 7e étape du Tour du lac Poyang
  - 2e du Sheffield Grand Prix
  - 3e du Shrewsbury Grand Prix
- 2017
  - Middlesbrough Bank Holiday Race
  - 1re étape du Tour de Quanzhou Bay
  - 2e du Skipton Grand Prix
  - 2e du championnat de Grande-Bretagne du critérium
  - 2e de la Flèche du port d'Anvers
  - 3e de l'Eddie Soens Memorial
  - 3e du Klondike Grand Prix
  - 3e de la Ruddervoorde Koerse
  - 3e du Stockton Grand Prix
  - 3e du Beverley Grand Prix
  - 3e du Colne Grand Prix
  - 3e du Grand Prix Lucien Van Impe
- 2018
  - 1re étape du Tour de Yorkshire
  - 5e et 6e étapes des Tour Series (en)
  -  Médaillé d'argent du contre-la-montre aux Jeux du Commonwealth
  - 2e du Tour d'Overijssel
  - 2e du Midden-Brabant Poort Omloop
  - 2e du championnat de Grande-Bretagne du contre-la-montre
- 2019
  -  Médaillé de bronze du championnat du monde du contre-la-montre par équipes en relais mixte
- 2021
  - 2e du Mémorial Fred De Bruyne
  - 2e de l'Oost-Vlaamse Sluitingsprijs
  - 2e du championnat de Grande-Bretagne du critérium
- 2022
  - 2e du Circuit Mandel-Lys-Escaut
- 2023
  - Heusden Koers
- 2024
  - Ronde van Kwintsheul
  - 2e du championnat du Yorkshire sur route

### Résultats sur les grands tours

#### Tour d'Espagne
1 participation
- 2020 : abandon (15e étape)

### Classements mondiaux
| Année                                 | 2015 | 2016 | 2017 | 2018 | 2019 | 2020 | 2021 | 2022  | 2023  |
| ------------------------------------- | ---- | ---- | ---- | ---- | ---- | ---- | ---- | ----- | ----- |
| Classement mondial                    |      | nc   | 599e | 634e | 959e | nc   | 906e | 2511e | 2506e |
| UCI Europe Tour                       | 632e | nc   | 487e | 413e | 691e | nc   | 694e | 1535e | nc    |
| UCI Asia Tour                         | nc   | nc   | 187e | 392e |      |      |      |       |       |
|                                       |      |      |      |      |      |      |      |       |       |
| Légende : nc = non classéSource : UCI |      |      |      |      |      |      |      |       |       |

## Palmarès sur piste

### Coupe du monde
- 2017-2018
  - 1er de la poursuite par équipes à Minsk (avec Charlie Tanfield, Daniel Bigham et Jonathan Wale)
- 2018-2019
  - 2e de la poursuite par équipes à Milton

### Championnats de Grande-Bretagne
- 2018
  -  Champion de Grande-Bretagne de poursuite
  - 2e de l'omnium
  - 3e de la poursuite par équipes